# Charles M. Rick
Charles Made(i)ra Rick, Jr. (* 30. April 1915 in Reading, Pennsylvania; † 5. Mai 2002 in Davis, Kalifornien) war ein US-amerikanischer Botaniker und Pflanzen-Genetiker an der University of California, Davis. Sein botanisches Kürzel lautet C.M.Rick.

## Leben und Wirken
Rick erwarb 1937 an der Pennsylvania State University einen Bachelor in Gartenbau und 1940 bei Edward Murray East und Karl Sax an der Harvard University mit der Arbeit Studies on the cyto-genetic effects of x-ray radiation in plants einen Ph.D. in Genetik. Im selben Jahr erhielt er eine Stellung an der University of California, Davis, wo er seine gesamte akademische Karriere verbrachte. 1985 wurde er als Professor emeritiert, blieb aber bis in sein 85. Lebensjahr wissenschaftlich aktiv.
Rick galt als Experte für die Genetik und Evolution von Tomaten, sowohl wild als auch kultiviert. Er sammelte Proben wilder Tomatenpflanzen und anderer Nachtschattengewächse (Lycopersicon, Solanum) aus verschiedenen Gegenden von Südamerika. Rick trug wesentlich zu Fortschritten auf den Gebieten der Pflanzengenetik, Evolutionsbiologie, Genkartierung und Archivierung von Tomaten-Samen bei. Er half, Tomaten zu züchten, die beispielsweise gegen Fadenwürmer resistent sind oder einer maschinellen Ernte besser zugänglich. 1949 gründete er die Tomato Genetics Cooperative, deren Ergebnisse er von 1951 bis 1981 herausgab. Außerdem war er Kurator des Tomato Genetics Resource Center (einer Pflanzensamenbank; siehe Biobank) an der UC Davis, das seit 1990 seinen Namen trägt. Dank Ricks Arbeit gilt das Genom der Tomate als eines der bestkartierten. Aus der Nutzpflanze wurde ein Modellorganismus.
Laut Datenbank Scopus hat Rick einen h-Index von 28 (Stand Juni 2024).
Charles M. Rick war mit Martha Overholts verheiratet. Das Paar hatte zwei Kinder.

## Auszeichnungen (Auswahl)
- 1948 und 1950 Guggenheim-Stipendium[2]
- 1967 Mitglied der National Academy of Sciences[3]
- 1993 Humboldt-Forschungspreis